# Martin van der Horst
Martin van der Horst, född 2 april 1965 i Heemskerk, är en nederländsk före detta volleybollspelare. Han blev olympisk silvermedaljör i volleyboll vid sommarspelen 1992 i Barcelona.